# Eddy Ratti
Eddy Carlo Ratti (Codogno, 4 aprile 1977) è un ciclista su strada italiano, professionista dal 2000 al 2010 e vincitore della Tre Valli Varesine 2002.
Fa parte degli "Atleti di Cristo".

## Carriera
Professionista dal 2000, ha corso per la Mapei-QuickStep, la Lampre, la Flanders-Afin.com, il Team Nippo, la Naturino-Sapore di Mare, la Aurum Hotels e la Amica Chips-Knauf.
Tra i principali successi spicca la vittoria alla Tre Valli Varesine nel 2002, che gli vale il primo posto anche nella classifica finale del Trittico Lombardo. Al Regio-Tour in Germania sempre nel 2002 ha vinto la seconda semitappa, una cronometro di 14 km, indossando la maglia di leader. Alla fine vince la classifica dei giovani ma arriva quarto nella classifica finale a 7" da Laurent Brochard. Ha vinto anche due tappe e la classifica finale del Tour de Hokkaido nel 2005, mentre nel 2006 ha vinto la tappa di Bergamo alla Settimana Ciclistica Lombarda. Nel 2008 si è aggiudicato una tappa e la classifica generale all'Istrian Spring Trophy, ed il Gran Premio Industria e Artigianato di Larciano; nello stesso anno al Brixia Tour ha vinto anche una tappa ed ottenuto un secondo posto dietro a Santo Anzà nella penultima tappa con arrivo in salita. Si è inoltre aggiudicato la classifica a punti finale della competizione.
Il 12 febbraio 2010 viene comunicata la sua positività all'eritropoietina in seguito ad un controllo a sorpresa disposto dall'UCI effettuato il 21 gennaio nell'abitazione del ciclista. In seguito alla notizia la De Rosa-Stac Plastic lo sospende in attesa delle controanalisi e dichiara che, se queste confermeranno di nuovo la sua positività, l'atleta verrà immediatamente licenziato. Il 23 giugno 2010 il Tribunale Nazionale Antidoping (TNA) conferma la squalifica di due anni a carico del ciclista per l'illecito commesso. La squalifica decorre dal 12 febbraio 2010.
L'atleta era stato anche deferito alla Procura della Repubblica di Lodi e condannato a 8 mila euro di multa, per violazione dell'articolo 9 della legge 376 del 2000.
Un verdetto che il ciclista ha impugnato, aprendo nel 2012 il processo che si è concluso il 12 novembre 2014 con l'assoluzione per mancanza di prove, così come chiesto anche dalla pubblica accusa. Nel processo è emerso che le controanalisi sarebbero state effettuate nello stesso laboratorio che aveva effettuato le analisi.

## Palmarès
- 1998 (dilettanti)

Circuito Pavese
- 1999 (dilettanti)

Freccia dei Vini
Trofeo Egidio Bedogni
Coppa Colli Briantei
- 2002 (Mapei, due vittorie)

2ª tappa, 2ª semitappa, Regio-Tour
Tre Valli Varesine
- 2005 (Team Nippo, quattro vittorie)

Prologo Tour de Hokkaido (cronometro)
1ª tappa Tour de Hokkaido
4ª tappa Tour de Hokkaido
Classifica generale Tour de Hokkaido
- 2006 (Naturino-Sapore di Mare, una vittoria)

5ª tappa Settimana Ciclistica Lombarda
- 2008 (Nippo-Endeka, quattro vittorie)

2ª tappa Istrian Spring Trophy (Orsera >Montona)
Classifica generale Istrian Spring Trophy
Gran Premio Industria e Artigianato
2ª tappa Brixia Tour (Buffalora > Toscolano Maderno)

## Piazzamenti

### Grandi Giri
- Vuelta a España

2001: 110º